# Grove, Dorset
Grove är en by i Dorset i England. Byn är belägen 18 km 
från Dorchester. Orten har 1 034 invånare (2016).